# 班都斯親王國

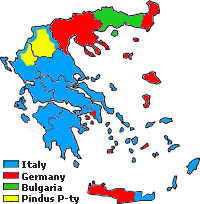
軸心國對希臘的占領。紅色部分為德國、綠色為保加利亞、藍色為義大利。班都斯亲王國位於義大利占領區北部黃色範圍

班都斯亲王國（阿羅馬尼亞語: Printsipat di la Pind）是1941年到1943年期間存在的一個國家。該國家是法西斯義大利王國扶持的一個傀儡國，位於希臘王國西北部。1943年9月義大利投降後，這王國基本上不復存在。

## 概要
居住在希臘北部的阿羅馬尼亞人使用和羅馬尼亞語頗為相似的阿羅馬尼亞語，然而在希臘，他們多被視為講拉丁系語言的希臘人（希臘的首任首相約安尼斯·科萊提斯就是阿羅馬尼亞人）。18世紀之後，隨著在有希臘正教神父的學校中進行希臘語教育，他們日漸被同化。
王國是在第二次世界大戰時期意大利佔領希臘北部以後，由阿爾希維亞·德迪亞曼迪設立的。其領土包括了現在的希臘北部、阿爾巴尼亞及北馬其頓的南部。王國建立于1941年夏季意大利佔領希臘北部期間，并宣稱是阿羅馬尼亞人的祖國。意大利人稱這個國家是品都公國（意大利語: Principato del Pindo）。首都是梅特索沃（希臘語: 、阿羅馬尼亞語: Aminciu），國會設在特里卡拉。

## 歷史
阿羅馬尼亞人也稱弗拉赫人（Vlach），他們建立自己獨立的國家的思想始自19世紀後期。阿爾希維亞·德迪亞曼迪曾在1917年，趁第一次世界大戰混亂局面之時在意大利佔領下的阿爾巴尼亞王國南部宣佈建立「品都斯共和國」。品都斯共和國雖然很快就覆滅了，意大利和德迪亞曼迪的關係卻從此開始。
第二次世界大戰中的1941年4月6日，意大利王國在希臘戰役中獲勝，希臘的大部份地區都被意大利佔領。希臘本土被傀儡國家希臘國統治。在這年夏天，意大利在希臘西北部建立了阿羅馬尼亞人傀儡國家「品都斯公國」。大公是以建設阿羅馬尼亞人國家為目標的分離主義者組織「第5羅馬軍團」的領導者德迪亞曼迪，他就任了阿爾西比亞德斯一世之職。
而以馬其頓自治及編入保加利亞為目標的馬其頓保加利亞人組織內部馬其頓革命組織曾試探讓阿爾西比亞德斯一世就任馬其頓大公。雖然沒有證據顯示阿爾西比亞德斯一世接受了這個提案，但他的後継者尤利烏斯一世經常被稱作馬其頓大公。阿爾西比亞德斯一世經常贊助藝術活動，他本人也是位業餘的雕刻家。
因為當地的阿羅馬尼亞人并沒有把阿爾西比亞德斯一世看做是他們的領袖，反而認為他只是意大利的傀儡，大公並未能獲得人心。且在1942年春之後，王國因淪為希臘對軸心國遊擊戰的戰場而日益蕭條。1942年6月，阿爾西比亞德斯一世離開王國，逃亡至羅馬尼亞。
出現空缺的大公職位由在匈牙利王國和克羅地亞獨立國擁有爵位的切斯奈基家族繼承。在此之前，尼古拉·馬圖希曾以攝政尼古拉斯一世統治過很短的時間。
1943年，切斯奈基家族的切斯奈基·久洛成為攝政。8月，切斯奈基以尤利烏斯一世的名義正式即大公之位。不過尤利烏斯一世和之前的大公一樣，沒有任何實權。不過，馬其頓人武裝勢力Ohrana曾以尤利烏斯一世的名義進行軍事活動。
意大利投降前後的9月、蓋世太保強迫尤利烏斯一世退位，他逃至布達佩斯。王國宣佈擁立尤利烏斯一世之兄切斯奈基·米哈伊為米卡爾一世，然而米哈伊並未回應。在此之後，這一地區被德國軍隊佔領，哈茨是這一地區的軍事領導者。

## 內政
國家在政治和軍事上均面臨混亂的狀況，因而並未制定大公繼位方面的規定，國家可以說并未實施世襲君主制，而比較接近選舉君主制。班都斯親王國雖曾實行反希臘主義，因為屬意大利佔領區範圍所以並未實施反猶太主義。雖然無法確定班都斯親王國是否有貴族制度，阿爾西比亞德斯一世和尤利烏斯一世都曾獲得伯爵及男爵的爵位。

## 外部連結
- Georulers
- Η συνθηκολόγηση της Ιταλίας στο Β`  Παγκόσμιο Πόλεμο （页面存档备份，存于）
- Η άλλη Ξένη （页面存档备份，存于）